# 头序黄耆
头序黄耆（学名：Astragalus handelii）是豆科黄芪属的植物。分布在中国大陆的青海、四川等地，生长于海拔1,600米至3,500米的地区，一般生于湖滨湿处，目前尚未由人工引种栽培。